# Pan Geng
Pan Geng (chiń. 盤庚), imię osobiste Zi Xun – władca Chin z dynastii Shang.
Starożytna chińska kronika Zapiski historyka autorstwa Sima Qiana informuje, że wstąpił na tron po śmierci swojego starszego brata Yang Jia. Jego stolicą było początkowo miasto Yan (奄), jednak w czternastym roku swojego panowania przeniósł swoją stolicę do miasta Beimeng (北蒙), zmieniając jego nazwę na Yin (殷).
Podczas jego rządów zakończyły się wojny domowe, a potęga rodu Shang znów wzrosła. Panował 28 lat. Otrzymał pośmiertne imię Pán Gēng, a jego następcą został jego młodszy brat Xiao Xin.